# مهمة إعادة العينات المريخية

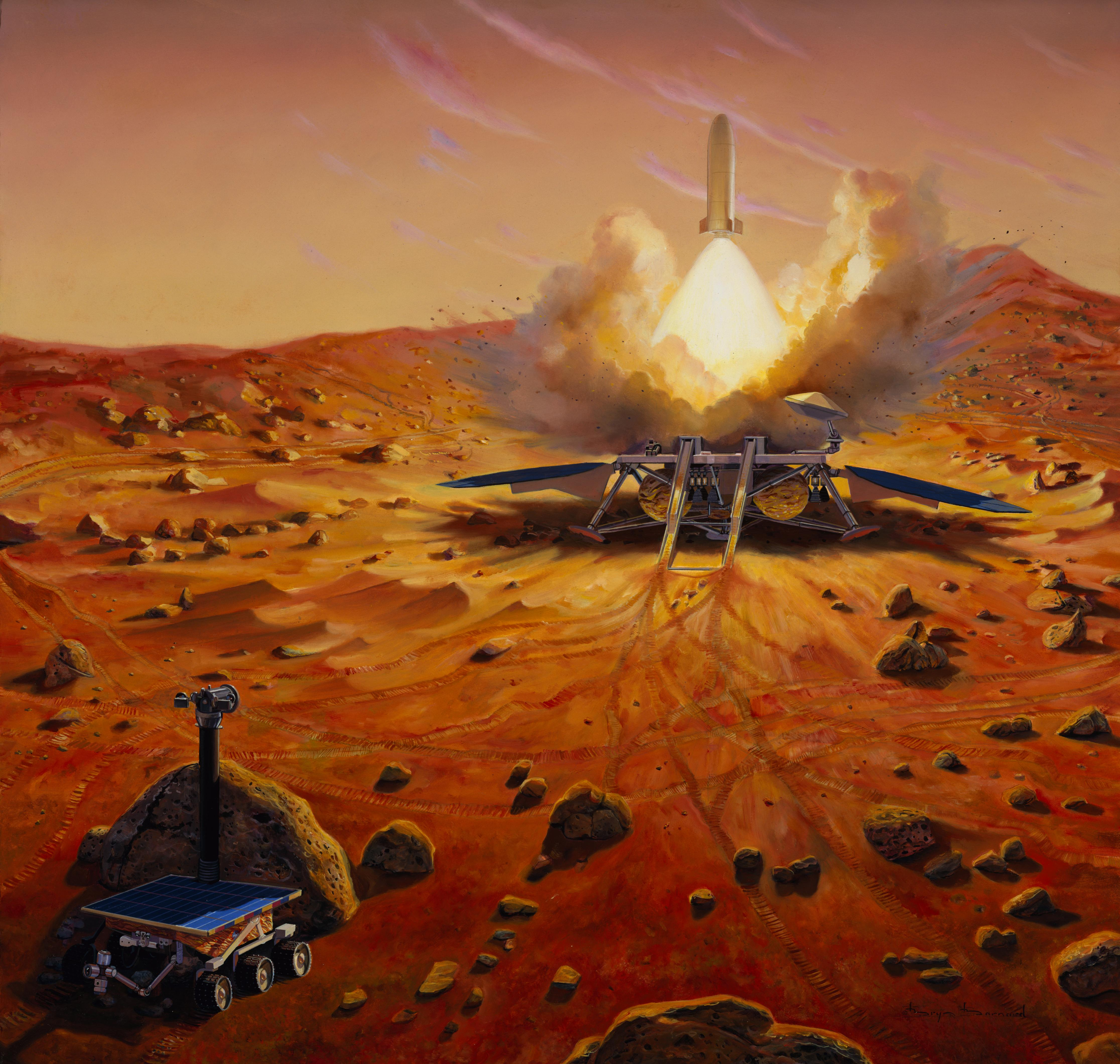

مهمة إعادة العينات المريخية (إم إس آر) هي مهمة فضائية مُقترحة لجمع عينات من الصخور والغبار من المريخ ثم إعادتها إلى الأرض. سيمثل إرجاع العينات نوعًا قويًا جدًا من الاستكشاف، لأن تحليل هذه العينات لن يكون مُقيدًا بالوقت والميزانية ومكان أجهزة استشعار المركبات الفضائية.
وفقًا لما ذكره لويس فريدمان، المدير التنفيذي للجمعية الكوكبية، غالبًا ما يصف مجتمع علوم الكواكب مهات إعادة العينات المريخية بأنها من أهم المهمات الفضائية الروبوتية، نظرًا لعائدها العلمي المرتفع المتوقع مقابل كلفتها وقدرتها على إثبات التكنولوجيا اللازمة للمهمات البشرية إلى المريخ.
بمرور الوقت، دُرست العديد من المهام المفاهيمية، لكن لم يتجاوز أي منها مرحلة الدراسة. أحدث ثلاثة مفاهيم لمهمة إم إس آر هي اقتراح ناسا ووكالة الفضاء الأوروبية، واقتراح روسي (مارس غرنت)، واقتراح صيني.

## القيمة العلمية
ستفيد مهمة إعادة العينات المريخية العلم من خلال السماح بإجراء تحليل أكثر شمولًا للعينات مما يمكن إجراؤه بواسطة الأدوات المنقولة بصعوبة إلى المريخ. كما أن وجود العينات على الأرض سيسمح باستخدام المعدات العلمية لدراسة العينات المخزنة، حتى بعد سنوات وعقود من انتهاء المهمة.
في عام 2006، حددت مجموعة تحليل برنامج استكشاف المريخ (إم إي بّي إيه جي) 55 بحثًا علميًا مستقبليًا مهمًا بخصوص استكشاف المريخ. في عام 2008، توصلوا إلى أن نحو نصف الأبحاث «يمكن معالجتها بدرجة أو بأخرى بواسطة إم إس آر»، ما يجعل إم إس آر «المهمة الوحيدة التي من شأنها تحقيق أكبر تقدم نحو القائمة الكاملة» للأبحاث. علاوةً على ذلك، فقد وُجد أن جزءًا كبيرًا من الابحاث لا يمكن تطويره بشكل هادف دون إعادة عينات.
أحدة مصادر العينات المريخية هو ما يُعتقد أنها نيازك مريخية، وهي صخور قُذفت من المريخ وشقت طريقها إلى الأرض. اعتبارًا من أبريل 2019، حُدد 266 نيزك على أنها نيازك مريخية، من بين أكثر من 61000 نيزك معروف. يُعتقد أن هذه النيازك مريخية لأنها تحتوي على تركيبات من العناصر والنظائر تشبه الصخور وغازات الغلاف الجوي التي جرى تحليلها بواسطة المركبات الفضائية على المريخ.
في عام 1996، تجدد التساؤل حول إمكانية وجود الحياة على المريخ مرة أخرى عندما عُثر على ما بدا أنه أحافير دقيقة في نيزك مريخي (إيه إل إتش 84001). أدى هذا إلى تنشيط الاهتمام بإعادة عينات مريخية، وجرى النظر في العديد من التصاميم المختلفة للمهمات. وضع مدير ناسا دانيال غولدين ثلاثة خيارات لـ إم إس آر: «سريع» و«مُتسارع» و«مندفع». كان يُعتقد أنه يمكن إرسال مهمة إعادة عينات مريخية بأقل من 100 مليون دولار أمريكي سنويًا، بشكل مشابه لميزانيات استكشاف المريخ الحالية.

## نظرة تاريخية
على مدى ثلاثة عقود على الأقل، دعا العلماء الغربيون إلى إعادة عينات جيولوجية من المريخ. دُرس أحد المفاهيم باستخدام اقتراح مهمة جمع العينات لدراسة المريخ (سكيم)، والذي تضمن إرسال مركبة فضائية لتعبر الغلاف الجوي العلوي للمريخ وتجمع عينات من الغبار والهواء دون الهبوط على السطح أو الدخول في مدار حول المريخ.
درس الاتحاد السوفيتي إمكانية إطلاق مهمة إعادة عينات مريخية، مارس 5 إن إم، في عام 1975 ولكنها أُلغيت بسبب الفشل المتكرر للصاروخ إن 1 الذي كان سيستخدم لإطلاقها. أُلغيت أيضًا مهمة إعادة عينات مزدوجة، مارس إم 5 (مارس 79) خُطط إطلاقها عام 1979، بسبب تعقيدها ومشاكلها الفنية.[بحاجة لمصدر]
جرى النظر في مفهوم مهمة (سُميت مؤقتًا ببساطة مهمة إعادة عينات المريخ) من قبل برنامج استكشاف المريخ التابع لناسا لإعادة عينات بحلول عام 2008، ولكنها أُلغيت بعد مراجعة البرنامج. في صيف عام 2001، طلب مختبر الدفع النفاث (جاي بّي إل) مفاهيم ومقترحات للمهمة من فرق شركات صناعية (على وجه التحديد بوينغ ولوكهيد مارتن وتي آر دبليو). في فصل الشتاء التالي، قدم مختبر الدفع النفاث طلبات مماثلة من بعض أقسام هندسة الفضاء الجوي في الجامعات (مثل معهد ماساتشوستس للتكنولوجيا وجامعة ميشيغان). بعد عقد من الزمن، أُلغيت مهمة مفاهيمية بقيادة ناسا ووكالة الفضاء الأوروبية في عام 2012.
دعم برنامج استكشاف المريخ الخاصة بالولايات المتحدة، والذي شُكل بعد فشل مهمة مارس أوبزرفر في سبتمبر 1993، إعادة عينات مريخية. كان أحد الأمثلة على هندسة المهمة هو نموذج إعادة العينات المريخية الرائد من تصميم جلين جاي. ماكفيرسون في العقد الأول من القرن الحادي والعشرين.
في أوائل عام 2011، أعلن المسح العقدي لعلوم الكواكب التابع للمجلس الوطني للأبحاث، الذي حدد أولويات المهمات الفضائية للفترة بين عامي 2013 و2022 بناءً على طلب ناسا والمؤسسة الوطنية للعلوم (إن إس إف)، عن أن إم إس آر هي المهمة ذات الأولوية القصوى لبرنامج فلاج شيب لتلك الفترة. على وجه الخصوص، أيد مهمة مستكشف الفيزياء الفلكية الحيوية المريخي للتخزين المؤقت (ماكس سي) المُقترحة في شكلها «المُبسط» (الأقل طموحًا)، على الرغم من إلغاء خطة المهمة رسميًا في أبريل 2011.
في سبتمبر 2012، أيدت مجموعة تخطيط برامج المريخ في الولايات المتحدة مهمة إعادة عينات بعد تقييم خطط المريخ طويلة الأمد.
كان الشرط الأساسي لمهمة مركبة برسيفيرانس المتجولة هو أن تساعد ناسا في مهمة إم إس آر، وهو أمر ضروري قبل إطلاق مهمات مأهولة. سيتطلب هذا المشروع ثلاث مركبات إضافية: مركبة مدارية، ومركبة متجولة لجمع العينات، ومركبة صعود مريخية (إم إيه في). في أبريل 2020، قُدمت نسخة مُحدثة من المهمة.

## مفهوم ناسا ووكالة الفضاء الأوروبية
في منتصف عام 2006، عُينت مجموعة هندسة إعادة العينات المريخية الدولية (آي مارس) من قِبل مجموعة العمل الدولية لاستكشاف المريخ (آي إم إي دبليو جي) لتحديد المتطلبات العلمية والهندسية لوضع خطة إعادة عينات مريخية برعاية وتنفيذ دوليين في الفترة بين عامي 2018 و2032.
في أكتوبر 2009، أنشأت ناسا ووكالة الفضاء الأوروبية (إيسا) مبادرة استكشاف المريخ المشتركة للمضي قدمًا في برنامج إكسو مارس، الذي يتمثل هدفه النهائي في «إعادة عينات من المريخ في عشرينات القرن الحادي والعشرين». كان من المُخطط أن تنطلق مهمة إكسو مارس الأولى في عام 2018 مع وجود مهام غير محددة لإعادة عينات بين عامي 2020 و2022. أدى إلغاء مركبة التخزين المؤقت ماكس سي ثم انسحاب ناسا لاحقًا من برنامج إكسو مارس، إلى تأخير مهمة إعادة العينات إلى تاريخ غير محدد. بسبب قيود الميزانية، أُلغيت مهمة ماكس سي في عام 2011، بالإضافة للتعاون بأكمله عام 2012. وُصف إلغاء المشروع بأنه «صادم» للمجتمع العلمي.